# Steve Cishek
Steven R. Cishek (Falmouth, 18 giugno 1986) è un giocatore di baseball statunitense, lanciatore di rilievo per i Washington Nationals della Major League Baseball.

## Biografia
Cishek è nato e cresciuto a Falmouth, Massachusetts, da Bob e Susie. La madre di Steve è portoghese e si trasferì negli Stati Uniti all'età di 7 anni con i genitori. Crebbe come tifoso dei Boston Red Sox.

## Carriera

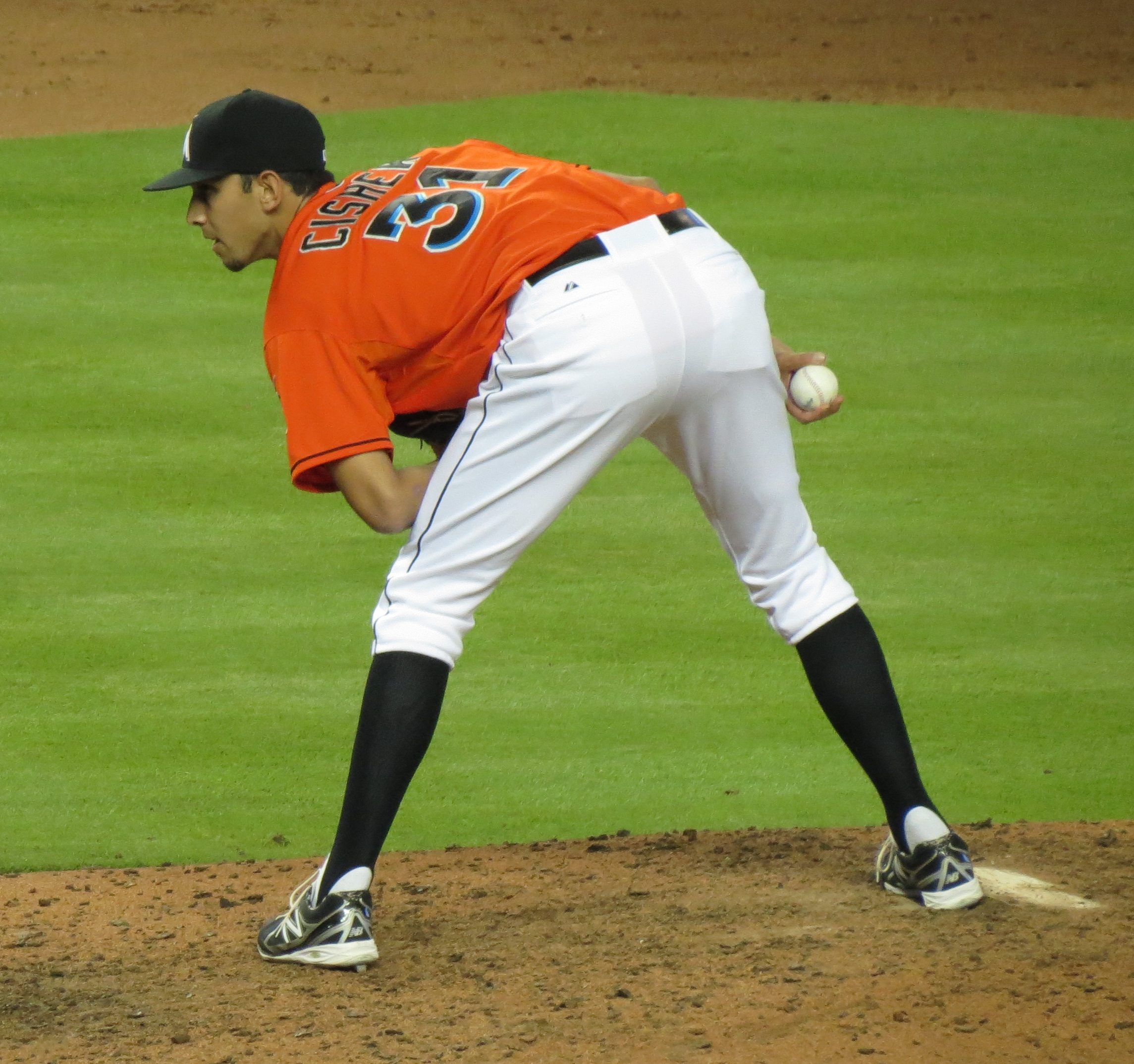
Cishek con i Marlins nel 2013

### Inizi e Minor League (MiLB)
Cishek frequentò l'omonima Falmouth High School nella sua città natale e conclusi gli studi superiori si iscrisse al Carson-Newman College di Jefferson City, Tennessee, da dove venne selezionato nel 5º turno del draft MLB 2007 dai Florida Marlins, che lo assegnarono alla classe A-breve.
Militò durante la stagione 2008 nella classe A e nella stagione 2009 nella classe A-avanzata.

### Major League (MLB)
Cishek debuttò nella MLB il 26 settembre 2010, al Miller Park di Milwaukee contro i Milwaukee Brewers, lanciando nel sesto e nel settimo inning. Concluse la stagione con 3 partite disputate nella MLB e 48 nella minor league, di cui 26 nella classe A-avanzata e 22 nella Doppia-A.
Il 10 giugno 2011, ottenne la prima salvezza e il 2 luglio dello stesso anno, la prima vittoria. Concluse la stagione con 45 partite disputate nella MLB e 15 nella Tripla-A.
Nel 2013 disputò l'intera stagione nel ruolo di lanciatore di chiusura, realizzando 34 salvezze su 36 opportunità avute. L'anno successivo, nel 2014, ne realizzò 39, il suo record stagionale.
Il 24 luglio 2015, i Marlins scambiarono Cishek con i St. Louis Cardinals per Kyle Barraclough. Divenne free agent a fine stagione.
Il 14 dicembre 2015, Cishek firmò un contratto biennale dal valore complessivo di 10 milioni di dollari con i Seattle Mariners.
Il 28 luglio 2017, i Mariners scambiarono Cishek con i Tampa Bay Rays per Erasmo Ramírez. Divenne free agent al termine della stagione.
Il 16 dicembre 2017, Cishek firmò un contratto biennale dal valore complessivo di 13 milioni di dollari con i Chicago Cubs.
Il 22 aprile 2018 come battitore, Cishek colpì la sua prima valida, in una partita contro i Rockies. Nel 2018, partecipò anche al suo primo post stagione, nella partita del NL Wild Card Game contro i Brewers. Divenne free agent al termine della stagione 2019, dopo la scadenza del suo contratto.
Il 14 gennaio 2020, Cishek firmò un contratto annuale con i Chicago White Sox. Venne designato per la riassegnazione il 24 settembre, e svincolato dalla franchigia il 28 settembre successivo.
Il 9 febbraio 2021, Cishek firmò un contratto di minor league con gli Houston Astros con invito incluso allo Spring Training. Venne svincolato dalla franchigia il 25 marzo, prima dell'inizio della stagione regolare.
Il 29 marzo 2021, Cishek firmò un contratto annuale del valore di 1 milione con i Los Angeles Angels. Divenne free agent a fine stagione.
Il 14 marzo 2022, Cishek firmò un contratto annuale con i Washington Nationals.

## Nazionale
Cishek venne convocato dalla nazionale statunitense per il World Baseball Classic 2013.

## Palmares
- Giocatore della settimana: 2

NL: 28 luglio 2013, 27 luglio 2014